# Ипођакон
Ипођакон или подђакон је чин у хришћанској цркви који је посредна веза између млађег (црквенослужитељи) и старијег (свештенослужитељи) клира.

## У православљу
У Православној цркви, ипођакон углавном служи са епископом током његових светих служби, носећи пред собом у овим приликама рипиду, дикир и трикир. Ипођакон такође подвлачи орлец, носи пешкир за прање руку, доноси Богослужбене књиге и помаже са облачењем између осталог.
У савременој цркви, ипођакон не припада највишем свештенству, иако су до 13. века били део ђаконата. Тада, после реформи цариградског патријарха Манојла I због чињенице да су ипођакони ограничили своје дужности само на ђакона и поставили се у исти положај са ђаконима, патријарх је дејуре лишио ипођакона степена високог свештенства, наредивши да се хиротесија не врши пред Великим входом, већ у центру храма као и нижи свештеници. Истовремено, ипођакон се облачи у стихар и има један од додатака достојанства ђакона – орар, који се носи укрштено преко оба рамена и симболизује анђеоска крила.
Рукопроизвођени ипођакон (не неко ко је само једном благословен за службу) током Свете литургије у олтару рукује са светим посудама и Светим даровима и из тог разлога би требао после тога да ограничи брачну комуникацију са супругом. Из истог разлога, ипођакон не може ступити у венчање након хиротесије.